# Ganymedes 2
Ganymedes 2 is een sciencefictionverhalenbundel uit 1977 uitgegeven door A.W. Bruna Uitgevers.

## Achtergrond
Schrijvers, vertalers en lezers van sciencefiction konden hun eigen verhaal insturen naar Bruna om opgenomen te worden in de bundelreeks Ganymedes, die uiteindelijk tien delen zou krijgen. Ganymedes 2 was de tweede bundel,  Ganymedes 4 was de laatste bundel in de genummerde Bruna SF-reeks. Verdere bundels werden uitgebracht als Zwarte Beertjes. De verhalen werden uitgekozen door Vincent van der Linden.

## Korte verhalen
1. Bob van Laerhoven: Pijnlied
2. Frank Roger: Het spijt me, zei de agent
3. Ton Gras: Dat was het dan voor vandaag
4. Pieter Ruysch: Zolang de reis duurt
5. Manuel van Loggem: Horen jullie me?
6. Wim Burkunk: De vrouwen van Callista
7. Bert Daenen: Als een losgelaten marionet
8. Lucas Hillaert: Het Wapen
9. Liesbeth van Aalst: Vreemdeling
10. Julien Van Remoortere: Opa vertelt
11. Birg Storme: Pobrinc
12. Bob van Laerhoven: Pechvogel
13. Pieter Ruysch: Vertel het maar eens aan een kind
14. Jean A. Schalekamp: De dode steden
15. Ronald Stam: Hernieuwde reis
16. Frank van der Waart: Margreet en ik, Margreet en ik
17. Katty Lensen: Meisjes
18. Kathinka Lannoy: Radiohoofd
19. Eddy C. Bertin & Bob van Laerhoven: Wieg me zachtjes, liefste, want de dood komt snel
20. Frank Herzen: De dag van de schildpad
21. Lucas Vastenhout: Donna Nova
22. Pieter Ruysch: Een gemakkelijke maar eervolle opdracht